# Smile (album Katy Perry)
Smile – szósty album studyjny amerykańskiej piosenkarki i autorki tekstów Katy Perry, który został wydany 28 sierpnia 2020 roku poprzez wytwórnię Capitol Records, trzy lata po poprzedniku Witness (2017). Perry określiła Smile jako „podróż poprzez światło z historiami o odporności, nadziei i miłości”. Album został poprzedzony wydaniem dwóch singlów: „Daisies” wydane 15 maja 2020 roku, które uplasowało się na 40. miejscu amerykańskiej listy Hot 100 oraz „Smile” 10 lipca 2020 roku, które uplasowało się na 57. pozycji w polskim zestawieniu AirPlay – Top. Standardowa edycja albumu również zawiera poprzednio wydane single „Never Really Over” oraz „Harleys in Hawaii”, a „Fan Edition” oraz japońska edycja zawierają również single „Small Talk” oraz „Never Worn White” w charakterze utworów bonusowych.
Smile w Polsce uzyskał certyfikat złotej płyty.

## Geneza i wydanie
Smile zostało stworzone po okresie depresji piosenkarki, publicznym krytycyzmie, rozstaniu z jej ówczesnym chłopakiem, a teraz narzeczonym, Orlando Bloomem oraz podczas jej ciąży. 30 maja 2017 roku Katy zapowiedziała, że będzie tworzyła nowy album podczas swojej trasy koncertowej Witness: The Tour i pisanie dla albumu zaczęła po pierwszej odnodze trasy, kiedy Perry została zauważona z Ianem Kirpatrickiem. Kirpatrick powiedział dla „The Fader”, że „Katy Perry i ja mieliśmy razem sesję. Robiliśmy przez parę dni i ona jest zajebista. Poza swoją artystycznością, Katy Perry, jako osoba, jest najzabawniejszą osobą, jaką kiedykolwiek spotkałem. Byłem zdziwiony”. Podczas odnogi w Europie w czerwcu 2018, Katy zatrzymała się w Sztokholmie w Szwecji, aby nagrać coś wspólnie z jej wieloletnim współpracownikiem, Maxem Martinem. Podczas odnogi w Oceanii, supportem był Zedd, producent muzyczny, który już wcześniej wyraził chęć współpracy z piosenkarką, lecz nigdy nie miał okazji. W marcu 2020 Ryan Tedder ujawnił dla Official Charts Company, że współpracował z artystką, mówiąc „Pracowałem z Katy dwa tygodnie temu. [Ona była] w dobrym humorze. Zrobiłem z nią tylko jedną piosenkę, ale i tak ją kocham”.
W marcu 2020, Katy zapowiedziała, że ma zamiar podczas lata wydać dużo muzyki. 15 maja wydała główny singel albumu – „Daisies”. W tym samym miesiącu zostało potwierdzone, że album ukaże się 14 sierpnia. W wywiadzie dla magazynu „Billboard” w czerwcu, zdradziła tytuł jednej z piosenek z albumu – „Teary Eyes”. Później, w lipcu, potwierdziła, że „Never Really Over” będzie uwzględnione w liście utworów albumu W tym samym miesiącu artystka oficjalnie ogłosiła, że album będzie się nazywał Smile.
Album został również wydany w takich formatach jak: płyta gramofonowa, obrazkowa płyta oraz kaseta. Limitowana płyta deluxe z okładką wydrukowaną soczewkowo, która jest nazwana „Fan Edition” i zawiera single „Small Talk” i „Never Worn White”, a także akustyczne wykonanie „Daisies” oraz remiks tej piosenki wykonany przez Olivera Heldensa. 2 sierpnia wystartowała ograniczona czasowo na 5 dni przedsprzedaż pięciu limitowanych edycji albumu, które miały inne okładki niż standardowa edycja. 27 lipca zostało ogłoszone, że data wydania albumu obsunęła się o dwa tygodnie z 14 sierpnia na 28 sierpnia, z powodu „nieprzewidywalnych obsuw produkcyjnych”.

## Koncepcja i okładka
Katy wytłumaczyła, że Smile jest o „szukaniu światełka w tunelu” i przywracaniu swojego uśmiechu. W 2017 piosenkarka podupadła na zdrowiu psychicznym, przez rozstanie i niezadowalający sukces komercyjny jej poprzedniego albumu – Witness. Artystka wzmagała się wtedy z depresją i myślami samobójczymi, ale powiedziała, że wdzięczność uratowała jej życie.
Odsłonienie okładki albumu było konkursem przeprowadzonym na Twitterze, w którym trzeba było przekłuć balony i spowodować, aby hasztag „KP5Reveal” był trendujący. Okładka ukazuje Katy przebraną za clowna ze znudzoną bądź smutną mimiką, gdzie słowo „SMILE” zajmuje dolną połowę okładki. W sierpniu artystka ukazała alternatywne okładki dla limitowanych edycji albumu, które były dostępne do zakupu w okresie pięciu dni.

## Single
Tydzień po zapowiedzi, „Daisies” zostało wydane 15 maja 2020 roku jako główny singel albumu. Singel zadebiutował na 40. miejscu amerykańskiej listy Hot 100. 10 lipca utwór tytułowy albumu został wydany jako drugi główny singel promujący krążek. Singel uplasował się na 57. pozycji polskiego zestawienia AirPlay – Top.
Poprzez 2019 i 2020 rok Katy wydała wiele singlów, które miały nie należeć do żadnego projektu. „Never Really Over”, wydane 31 maja 2019, zostało zapowiedziane jako jeden z utworów albumu w czerwcu 2020. „Harleys in Hawaii”, wydane 16 października 2019, zostało ujawnione jako dziesiąty utwór Smile poprzez przedsprzedaż albumu. „Small Talk”, wydane 9 sierpnia 2019, oraz „Never Worn White”, wydane 5 marca 2020, zostały uwzględnione jako utwory bonusowe „Fan Edition”.

### Single promocyjne
„What Makes a Woman” zostało wydane jako singel promocyjny albumu 20 sierpnia 2020 roku. Ekskluzywnie dla platformy Vevo, artystka opublikowała akustyczne wystąpienie utworu. W czerwcu 2020 Katy wyjawiła, że „What Makes a Woman” jest dedykowane jej, wtedy, nienarodzonej córce. Piosenkarka o utworze powiedziała „że to jest nadzieja, którą mam dla swojego dziecka, to że nie ma żadnych limitów nad jej marzeniami czy nad tym kim chce być lub kim myśli, że jest”.

## Lista utworów
| Edycja standardowa | Edycja standardowa         | Edycja standardowa | Edycja standardowa       | Edycja standardowa |
| Nr                 | Tytuł utworu               | Autorzy | Produkcja                | Długość            |
| ------------------ | -------------------------- | --- | ------------------------ | ------------------ |
| 1.                 | „Never Really Over”        | Katy Perry · Dagny Sandvik · Michelle Buzz · Jason Gill · Gino Barletta · Hayley Warner · Anton Zaslavski · Leah Cooney · Daniel James | Zedd · Dreamlab          | 3:43               |
| 2.                 | „Cry About It Later”       | Perry · Alexandra Yatchenko · Jonnali Parmenius · Oscar Holter                                                                         | Holter                   | 3:09               |
| 3.                 | „Teary Eyes”               | Perry · Michael Pollack · Madison Love · Jacob Kasher Hindlin · Andrew Goldstein                                                       | FRND · OzGe              | 3:02               |
| 4.                 | „Daisies”                  | Perry · Jonathan Bellion · Jacob Kasher Hindlin · Michael Pollack · Jordan K. Johnson · Stefan Johnson                                 | The Monsters & Strangerz | 2:54               |
| 5.                 | „Resilient”                | Perry · Ferras Alqaisi · Mikkel S. Eriksen · Tor Erik Hermansen                                                                        | StarGate                 | 3:07               |
| 6.                 | „Not the End of the World” | Perry · Pollack · Love · Hindlin · Goldstein                                                                                           | FRND                     | 2:58               |
| 7.                 | „Smile”                    | Perry · Josh Abraham · Anthony Criss · Benny Golson · Brittany Hazzard · Ferras Alqaisi · Kier Gist · Oliver Goldstein · Vincent Brown | Josh Abraham · Oligee    | 2:46               |
| 8.                 | „Champagne Problems”       | Perry · Hindlin · John Ryan · Johan Carlsson · Ian Kirkpatrick                                                                         | Kirkpatrick              | 3:16               |
| 9.                 | „Tucked”                   | Perry · Alqaisi · Hindlin · Ryan · Carlsson                                                                                            | Carlsson                 | 3:07               |
| 10.                | „Harleys in Hawaii”        | Perry · Johan Carlsson · Charlie Puth · Hindlin                                                                                        | Carlsson · Puth          | 3:05               |
| 11.                | „Only Love”                | Perry · Sophie Cooke · Andrew Jackson                                                                                                  | John DeBold              | 3:18               |
| 12.                | „What Makes a Woman”       | Perry · Sarah Hudson · Hindlin · Ryan · Carlsson                                                                                       | Carlsson                 | 2:11               |
|                    |                            | |                          | 36:36              |

| Utwory bonusowe w „Fan Edition” | Utwory bonusowe w „Fan Edition” | Utwory bonusowe w „Fan Edition” |
| Nr                              | Tytuł utworu                    | Długość                         |
| ------------------------------- | ------------------------------- | ------------------------------- |

| Utwory bonusowe w Target | Utwory bonusowe w Target | Utwory bonusowe w Target |
| Nr                       | Tytuł utworu             | Długość                  |
| ------------------------ | ------------------------ | ------------------------ |

| Utwory bonusowe w japońskiej edycji | Utwory bonusowe w japońskiej edycji | Utwory bonusowe w japońskiej edycji |
| Nr                                  | Tytuł utworu                        | Długość                             |
| ----------------------------------- | ----------------------------------- | ----------------------------------- |

## Historia wydania
| Obszar            | Data             | Format                                                      | Wersja         | Wytwórnia       | Przypis |
| ----------------- | ---------------- | ----------------------------------------------------------- | -------------- | --------------- | ------- |
| Cały świat        | 28 sierpnia 2020 | Kaseta · CD · digital download · media strumieniowe · winyl | standardowa    | Capitol         | [ 43 ]  |
| Cały świat        | 28 sierpnia 2020 | CD                                                          | Fan Edition    | Capitol         | [ 44 ]  |
| Stany Zjednoczone | 28 sierpnia 2020 | CD                                                          | Target Edition | Capitol         | [ 55 ]  |
| Japonia           | 28 sierpnia 2020 | CD                                                          | japońska       | Universal Japan | [ 56 ]  |